# Kirin Cup 1999
Kirin Cup 1999 – dwudziesty, piłkarski turniej towarzyski Kirin Cup, odbył się w dniach 30 maja - 6 czerwca 1999 r. w Japonii. W turnieju tradycyjnie wzięły udział trzy zespoły: drużyna gospodarzy, Peru i Belgii.

## Mecze
| 30 maja |  | Belgia | 1 | - | 1 (1-1) | Peru |

| 3 czerwca |  | Japonia | 0 | - | 0 | Belgia |

| 6 czerwca |  | Japonia | 0 | - | 0 | Peru |

## Końcowa tabela
| M | Reprezentacja | L.m. | Zw. | Rem. | Por. | Bramki | R.br. | Pkt |
| 1 | Belgia        | 2    | 0   | 2    | 0    | 1:1    | 0     | 2   |
| 1 | Peru          | 2    | 0   | 2    | 0    | 1:1    | 0     | 2   |
| 3 | Japonia       | 2    | 0   | 2    | 0    | 0:0    | 0     | 2   |

Dwudziestym triumfatorem turnieju Kirin Cup zostały zespoły Belgii i Peru.